# محمد بن عبد الرحمن آل ثاني
الشيخ محمد بن عبدالرحمن بن جاسم آل ثاني (مواليد 1 نوفمبر 1980) اقتصادي قطري ، رئيس مجلس الوزراء منذ 7 مارس 2023 ووزير الخارجية منذ 27 يناير 2016. 

## حياته

### النشأة والتعليم
ولد محمد بن عبد الرحمن بن جاسم آل ثاني في 1 نوفمبر 1980. يحمل درجة البكالوريوس في الاقتصاد وإدارة الأعمال من كلية الإدارة والاقتصاد بجامعة قطر عام 2003.

### العمل السياسي
في عام 2003 التحق بمجلس شؤون العائلة كباحث اقتصادي وتولى مهام مدير الشؤون الاقتصادية وشغل منصب نائب رئيس مجلس إدارة شركة قطر للتعدين وكذلك عضو مجلس إدارة جهاز قطر لتنمية المشاريع الصغيرة والمتوسطة ورئيس اللجنة التنفيذية لشركة تنمية المشاريع الصغيرة والمتوسطة ومنصب رئيس مجلس إدارة شركة أسباير كتارا للاستثمار.
في عام 2012 حصل على درجة وكيل وزارة وشغل في عام 2013 منصب مساعد وزير الخارجية لشؤون التعاون الدولي،
وفي 27 يناير 2016 عُين وزيراً الخارجية، وهو يعتبر مهندس المصالحة مع مصر.
وفي 15 نوفمبر 2017 عُين نائباً لرئيس مجلس الوزراء بالإضافة لمنصبه وزيراً الخارجية وشغل المنصب حتى تعينه رئيساً لمجلس الوزراء.

## رئاسة الوزراء
في 7 مارس 2023 أصدر الشيخ تميم بن حمد آل ثاني أمير دولة قطر أمراً أميرياً بتعينه رئيساً لمجلس الوزراء مع أستمراره وزيراً الخارجية وذلك بعد استقالة الشيخ خالد بن خليفة بن عبدالعزيز آل ثاني رئيس مجلس الوزراء.  

### الحكومات التي ترأسها
|   | الحكومة                  | الفترة      | الفترة   |
| - | ------------------------ | ----------- | -------- |
| 1 | مجلس الوزراء القطري 2023 | 7 مارس 2023 | حتى الآن |